# مرکز انرژی تجدیدپذیر استرالیا
مرکز انرژی تجدیدپذیر استرالیا، که قبلاً مرکز انرژی تجدیدپذیر آسیا (AREH) نام داشت، پیشنهادی برای ایجاد یکی از بزرگ‌ترین نیروگاه‌های انرژی تجدیدپذیر جهان در منطقه پیلبارا در غرب استرالیا است. پس از چندین بار اصلاح طرح اولیه پروژه، در ژانویه ۲۰۲۳ دولت استرالیای غربی مجموعه‌ای اصلاح‌شده از هفت پروژه را تصویب کرد که در مجموع ۲۶ گیگاوات ظرفیت بادی و خورشیدی را شامل می‌شد و برای تولید هیدروژن سبز و صادرات آن با تبدیل آن به آمونیاک مورد استفاده قرار می‌گرفت.

## تاریخچه
طرح ایجاد قطب انرژی تجدیدپذیر آسیا اولین بار در سال ۲۰۱۴ مطرح شد و از آن زمان تاکنون برنامه‌های مربوط به این پروژه چندین بار تغییر کرده است. این پروژه در ابتدا با هدف تأمین برق از طریق یک کابل برق زیر دریا (به اندونزی و شاید به سنگاپور) با ظرفیت ۱۵ گیگاوات (GW), با استفاده از چهار کابل، هر کدام ۳٬۰۰۰ کیلومتر (۱٬۹۰۰ مایل) بلند. با این حال، با بررسی پتانسیل صادرات هیدروژن سبز از طریق تولید آمونیاک، این شرکت توانست ۱۱ گیگاوات برق اضافی را هدف قرار دهد. دولت استرالیای غربی، مجوز زیست‌محیطی فاز اول پروژه (۱۵۰۰۰ مگاوات تولید برق، در ۶٬۵۰۰ کیلومتر مربع (۲٬۵۰۰ مایل مربع) در اکتبر ۲۰۲۰.
با توجه به وضعیت «پروژه بزرگ» توسط دولت فدرال در اکتبر ۲۰۲۰، توسعه پیشنهادی این نیروگاه، اهداف تعیین‌شده تحت استراتژی هیدروژن تجدیدپذیر استرالیای غربی را از سال ۲۰۴۰ به ۲۰۳۰ منتقل می‌کند.
پس از ارائه پیشنهاد اصلاح‌شده به دولت استرالیا، در ژوئن ۲۰۲۱، سوزان لی، وزیر محیط زیست، این طرح را به دلیل تأثیر بالقوه آن بر گونه‌های مهاجر در معرض خطر و تالاب‌های مهم بین‌المللی در منطقه، غیرقابل قبول اعلام کرد. ساحل هشتاد مایلی، منطقه‌ای ثبت‌شده در کنوانسیون رامسر است که زیستگاه چندین گونه در معرض خطر پرندگان مهاجر و جمعیت بزرگی از پرندگان آبزی است که توسط اجزای دریایی پروژه مختل می‌شوند و بر حرکات جزر و مدی تأثیر می‌گذارند. این کنسرسیوم به کار بر روی برنامه‌های اثرات زیست‌محیطی و اقدامات کاهش اثرات ادامه می‌دهد.
تا ژوئن ۲۰۲۲، توسعه‌دهندگان پروژه شامل بی‌پی وستاس و قصد داشتند ترکیبی از ژنراتورهای برق بادی و خورشیدی بسازند که تا ۲۶ گیگاوات برق تولید کنند.
در ژانویه ۲۰۲۳، ایالت استرالیای غربی تخصیص زمین برای مجموعه‌ای اصلاح‌شده از هفت پروژه را تصویب کرد که به «هاب انرژی تجدیدپذیر استرالیا» تغییر نام داد. این پروژه‌ها در مجموع ۲۶ گیگاوات ظرفیت بادی و خورشیدی خواهند داشت که برای تولید هیدروژن و آمونیاک استفاده می‌شوند. شرکت بی‌پی در سال ۲۰۲۲، ۴۰٫۵ درصد از سهام این پروژه را خریداری کرد
شرکای فعلی پروژه در تاریخ ۳۱ ژانویه ۲۰۲۵ عبارتند از: بی‌پی (۶۳٫۵۷ درصد)، (۲۶٫۳۹ درصد).

## مکان و توضیحات
واقع در منطقه پیلبارا در استرالیای غربی، تا ۱۷۴۳ توربین بادی ۲۹۰ متر (۹۵۰ فوت) در زمینی به مساحت ۶۶۸٬۱۰۰ هکتار (۱٬۶۵۱٬۰۰۰ جریب فرنگی) جای خواهد گرفت و ۱۸ آرایه پنل خورشیدی که هر کدام ۶۰۰ مگاوات تولید می‌کنند ۱٬۴۱۸ هکتار (۳٬۵۰۰ جریب فرنگی) پوشش خواهند داد. قرار است در شایر پیلبارای شرقی، حدود ۳۰ کیلومتر (۱۹ مایل) واقع شود. به سمت داخل خشکی از ساحل ۸۰ مایلی، که نزدیکترین سکونتگاه روی نقشه ایستگاه ماندورا است. اندازه کل این طرح حدود ۶۶۶٬۰۳۰ هکتار (۱٬۶۴۵٬۸۰۰ جریب فرنگی) خواهد بود. .
این نیروگاه از برق تولید شده توسط توربین‌های بادی و انرژی خورشیدی برای استخراج هیدروژن از آب استفاده خواهد کرد. سپس هیدروژن با نیتروژن استخراج شده از هوا مخلوط می‌شود تا آمونیاک تولید شود. آمونیاک به راحتی با استفاده از تانکرها حمل می‌شود و امکان دسترسی به بازارهای بیشتری را در سراسر جهان فراهم می‌کند.
انتظار می‌رود این پروژه در طول ده سال ساخت خود، ۵۰۰۰ شغل ایجاد کند و پیش‌بینی می‌شود که در طول عمر ۵۰ ساله خود، حدود ۳۰۰۰ شغل مداوم نیز ایجاد شود. قرار است یک شهرک ساحلی بین بندر هدلند و بروم ایجاد شود و کارخانه‌های نمک‌زدایی، بخش عمده‌ای از آب مورد نیاز برای مصرف انسان و خنک‌سازی نیروگاه‌ها را تأمین کنند.